# Rally Poland New Energies
Il Rally Poland New Energies (in polacco Rajd Polski Nowych Energii) è una competizione automobilistica riservata a veicoli alimentati tramite fonti di energia alternativa e inserita dal 2018 al 2019 nel calendario della FIA E-Rally Regularity Cup.

## Albo d'oro
| Edizione | 1º posto                                             | 2º posto                                               | 3º posto                                        |
| -------- | ---------------------------------------------------- | ------------------------------------------------------ | ----------------------------------------------- |
| 2018     | Artur Prusak (pilota) Lukasz Nytko (co-pilota)       | Didier Malga (pilota) Anne-Valérie Bonnel (co-pilota)  | Artur Burtan (pilota) Janeck Stroz (co-pilota)  |
| 2018     | Volkswagen eGolf                                     | Renault Zoe                                            | Fiat 500e                                       |
| 2019     | Artur Prusak (pilota) Thierry Benchetrit (co-pilota) | Guido Guerrini (pilota) Emanuele Calchetti (co-pilota) | Fuzzy Kofler (pilota) Franco Gaioni (co-pilota) |
| 2019     | Volkswagen eGolf                                     | Audi e-tron                                            | Audi e-tron                                     |